# New Morning
New Morning es el undécimo álbum de estudio del músico estadounidense Bob Dylan, publicado por la compañía discográfica Columbia Records en octubre de 1970. Producido por Bob Johnston, el álbum marcó el retorno del músico a su particular voz nasal, similar a la que empleó en trabajos previos como John Wesley Harding; antes, había utilizado una voz más cercana al crooner en álbumes como Nashville Skyline y Self Portrait. Además, New Morning fue también el último disco de estudio de Dylan en tres años, un periodo con escasas apariciones públicas —participó en The Concert for Bangladesh y tocó con The Band en un concierto ofrecido el Día de Año Nuevo de 1972— y en el que abandonó Columbia para firmar un nuevo contrato con Asylum Records.
Puesto a la venta apenas cuatro meses después de Self Portrait, su anterior trabajo, el álbum obtuvo un mayor reconocimiento de la prensa musical en comparación con su predecesor. Al respecto, Ralph Gleason, de la revista Rolling Stone, escribió que «tenemos a Dylan de regreso», después de que Greil Marcus, en la misma publicación, encabezara su crítica de Self Portrait con la frase: «¿Qué es esta mierda?». Desde el punto de vista comercial, alcanzó el primer puesto en la lista de discos más vendidos del Reino Unido —fue el sexto álbum del músico en alcanzar dicha posición— mientras que en Estados Unidos llegó al puesto 7 de la lista Billboard 200 y recibió un disco de oro de la RIAA. 
Gran parte de las grabaciones lanzadas y descartadas del periodo comprendido entre 1969 y 1971, durante el cual fue grabado New Morning, fueron recopiladas en Another Self Portrait, la décima edición de la serie The Bootleg Series publicada en 2013.

## Trasfondo

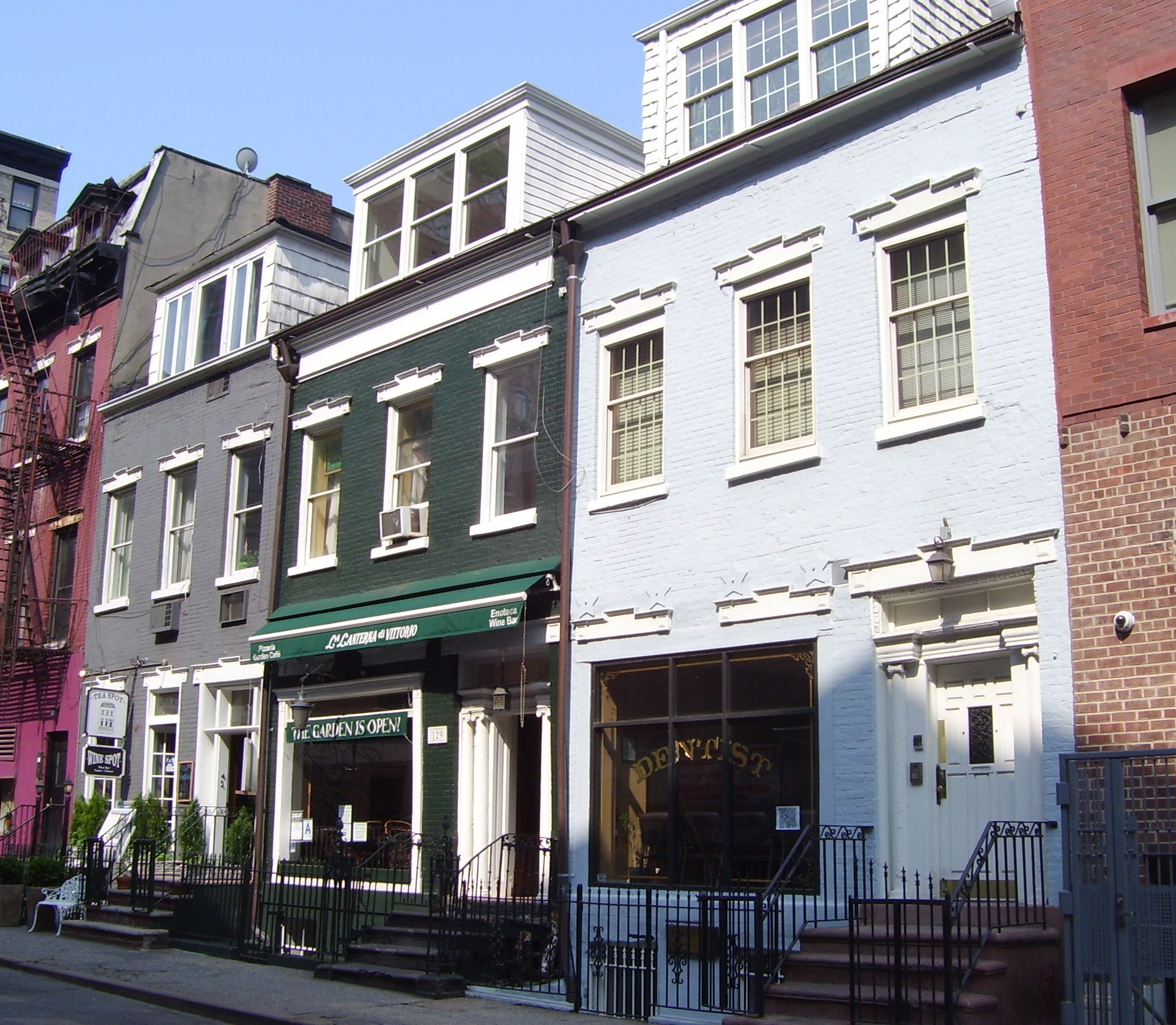
Debido a la continua presencia de extraños en su hogar de Woodstock, Dylan y su familia se trasladaron a vivir a la calle MacDougal de Nueva York.

La publicación de New Morning se enmarcó en un periodo en el que Bob Dylan se alejó de su anterior estatus en el mundo cultural: después de obtener fama como cantante folk con canciones protesta como «Blowin' in the Wind», «Masters of War» y «A Hard Rain's a-Gonna Fall», Dylan comenzó a ser llamado el «portavoz de una generación», un apelativo con el que nunca estuvo conforme. Tras sufrir un accidente de motocicleta en julio de 1966, se recluyó en Woodstock con su mujer Sara Lownds y comenzó a llevar una vida hogareña, dedicada a su familia y a la pintura y en menor medida a la música. Fruto de este alejamiento con respecto a su anterior etapa musical fueron discos como John Wesley Harding, un trabajo acústico opuesto al folk rock de sus tres anteriores discos —Bringing It All Back Home, Highway 61 Revisited y Blonde on Blonde—, así como Nashville Skyline, su primera incursión en el género country.
Aunque la crítica musical valoró con buenas reseñas el giro musical de Dylan, el cantante comenzó a sentirse cada vez más molesto con la intromisión de la prensa y de seguidores en su vida privada. La organización del Festival de Woodstock en agosto de 1969 y la llegada de miles de admiradores al pueblo obligaron a Dylan a regresar a Nueva York y a adquirir una casa en MacDougal Street, en el Greenwich Village. Sin embargo, con un país marcado por eventos como la guerra de Vietnam y el asesinato de Martin Luther King, Jr., siguió siendo sujeto de presiones para que volviese a tratar temas de interés sociopolítico, una situación a la que no estaba dispuesto a volver. Tal y como escribió el músico en Chronicles, Vol. 1: «Por lo que yo sé, no pertenecía a nadie entonces ni pertenezco a nadie ahora. Tenía una esposa e hijos a los que quería más que a nada en el mundo. Intentaba mantenerlos y ahorrarles problemas, pero los moscones de la prensa seguían proclamándome el portavoz, el defensor y la conciencia de una generación. [...] En realidad nunca fui más que un músico folk».
Según relató a la revista Rolling Stone, su hastío le llevó a plantear el lanzamiento de Self Portrait con la intención de que se olvidaran de él: «La Nación Woodstock había tomado también MacDougal Street. Y dije: "Bien, que les jodan. Espero que esa gente se olvide de mí. Quiero hacer algo que no quieran. Lo verán, lo escucharán, y dirán: "Fijémonos en otra persona. Ya no dice nada. Ya no nos dará lo que queremos"". Pero el tiro salió por la culata. Porque el álbum salió, y la gente dijo: "Esto no es lo que queremos", y se volvieron más resentidos. E hice este autorretrato para la portada. Quiero decir, que el álbum no tenía título. Hice la portada en cinco minutos. Y dije: "Bien, lo llamaré Self Portrait"». El álbum fue el primer trabajo de Dylan duramente criticado por medios como Rolling Stone, donde Greil Marcus publicó una crítica encabezada por el titular: «What is this shit?» —en español: «¿Qué es esta mierda?»—.
La marcha de Woodstock supuso también una ruptura «simbólica y literal», según el biógrafo Howard Sounes, con Albert Grossman, representante del músico desde 1962. En abril de 1970, después de que expirase su contrato, la oficina de Nueva York de Dylan comenzó a controlar todo el trabajo administrativo derivado de Dwarf Music, aunque Grossman siguió percibiendo el 50% de los beneficios de las canciones del músico. Tres meses después, Dylan y Grossman firmaron un nuevo acuerdo por el cual disolvían su relación de negocios a cambio de varias condiciones: Dylan no podría vender ninguna parte de su catálogo de Dwarf sin el consentimiento de Grossman, y el representante se aseguraba un 50% de intereses de publicación en las canciones registradas en Big Sky Music, una nueva compañía editorial, hasta octubre de 1971. Según Sounes, «Grossman continuó percibiendo cincuenta centavos de cada dólar que iba a las manos de Bob» sobre la base de las publicaciones del músico y a las comisiones por los contratos preexistentes. La relación entre ambos empeoró progresivamente hasta el punto de que Dylan acabó por denunciarlo años más tarde.

## Grabación

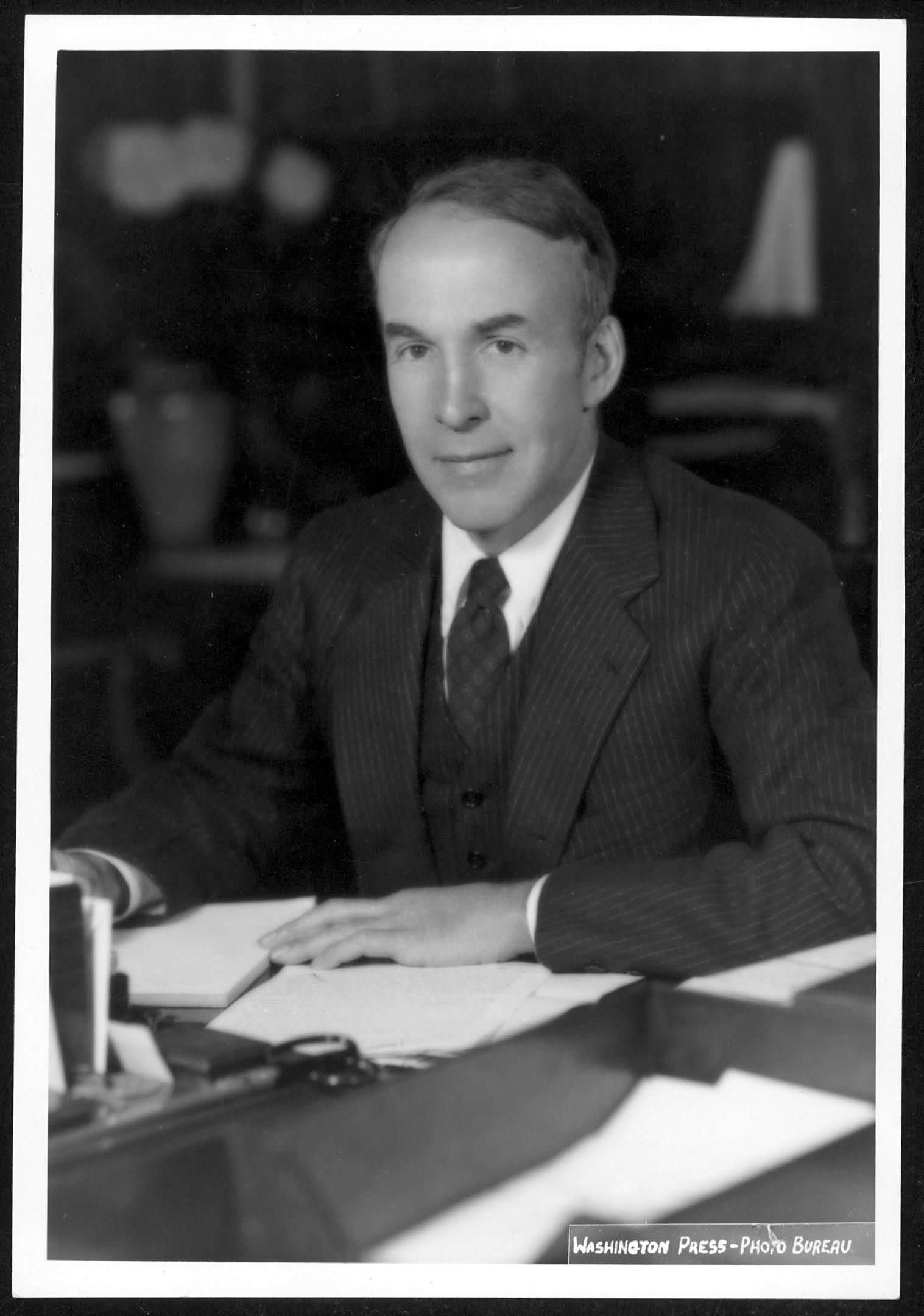
Dylan compuso «New Morning», «Father of Night» y «Three Angels» a petición de Archibald MacLeish para incluirlas en una obra teatral que nunca llegó a materializarse.

Dos meses después de terminar Self Portrait, Dylan regresó al estudio de Columbia en Nueva York para grabar nuevas canciones. Varias de las nuevas composiciones de Dylan reflejaron el periodo de estabilidad personal y familiar del músico. Según el guitarrista Ron Cornelius: «Al ver juntos a Bob, a Sara y a los pequeños, uno no podía por menos de envidiar el gran sentimiento familiar que Bob tenía». Al respecto, «If Not for You», popularizado un año después por Olivia Newton-John y también versionado por George Harrison, era un tema de amor dedicado a Sara, mientras que en «Sign on the Window» relata cómo sacar adelante a una familia.
Otras canciones, entre ellas «New Morning», «Father of Night» y «Three Angels», fueron escritas para una versión musical de The Devil And Daniel Webster de Archibald MacLeish, pero no llegó a acabarlas a tiempo. En otro sentido, «Day of the Locusts», cuyo título es una referencia de la obra homónima del autor Nathanael West, fue compuesta después de que Dylan fuese nombrado doctor honoris causa de música por la Universidad de Princeton. Dylan recibió el doctorado de manos de Robert Goheen, antiguo rector de la Universidad, porque «sus canciones expresaban de forma elocuente los sentimientos antibelicistas que muchos de nosotros sentíamos». La canción se inspiró en la ceremonia de entrega, a la que acudió con Sara con David Crosby, y durante la cual una plaga de langostas provocó «un ruido ensordecedor», según el biógrafo Howard Sounes.
El 1 de mayo de 1970, durante la primera sesión de New Morning, Dylan recibió la visita de Harrison, que se unió al bajista Charlie Daniels y al batería Russ Kunkel para tocar varias canciones. Sobre la visita de Harrison, Daniels comentó: «Fue un día que nunca olvidaré. No eran Bob Dylan y George Harrison, éramos cuatro tipos en el estudio haciendo música». Según el biógrafo Clinton Heylin, Harrison tocó en «Went to See the Gypsy», pero no pudo ser acreditado al no tener permiso de trabajo en los Estados Unidos. Durante la sesión, según Daniels, los músicos propusieron canciones a Bob para que las tocase con Harrison: «[Bob] podía cantar cualquier cosa que le echaran... Fue un día realmente genial, una hora tras otra». El grupo tocó también viejas composiciones de Dylan como «Don't Think Twice, It's All Right», «Just Like Tom Thumb's Blues» y «One Too Many Mornings», y versiones de otros artistas como «Yesterday» de The Beatles, «Matchbox» de Carl Perkins y «Cupid» de Sam Cooke, todas ellas aún inéditas.
Dylan retomó la grabación de New Morning un mes después, en una segunda sesión que contó con la presencia del guitarrista David Bromberg y del pianista Al Kooper. Durante la sesión grabó varias tomas de «Alligator Man», una composición propia aún inédita, y versiones de canciones tradicionales como «The Ballad of Ira Hayes», «Mary Ann» y «Sarah Jane». Ninguna de ellas apareció en New Morning, aunque «The Ballad of Ira Hayes» y «Sarah Jane» fueron incluidas en Dylan, un álbum de descartes recopilado por Columbia después de que el músico abandonara la compañía y firmara un contrato con Asylum Records.
Al día siguiente, el 2 de junio, el músico organizó una tercera sesión en la que trabajó en versiones de «Spanish Is the Loving Tongue», que previamente intentó grabar para Self Portrait, y «Mr. Bojangle», popularizada por Sammy Davis Jr., además de composiciones propias como «Time Passes Slowly». Sin embargo, ninguna de las canciones fue seleccionada para New Morning, y «Mr. Bojangle» y «Spanish Is the Loving Tongue» aparecieron tres años después en Dylan. La cuarta sesión, que tuvo lugar el 3 de junio, dio lugar a una toma aprovechable de «One More Weekend» para New Morning, y a versiones de «Can't Help Falling in Love», popularizada por Elvis Presley, y «Lily of the West», también incluidas en Dylan.

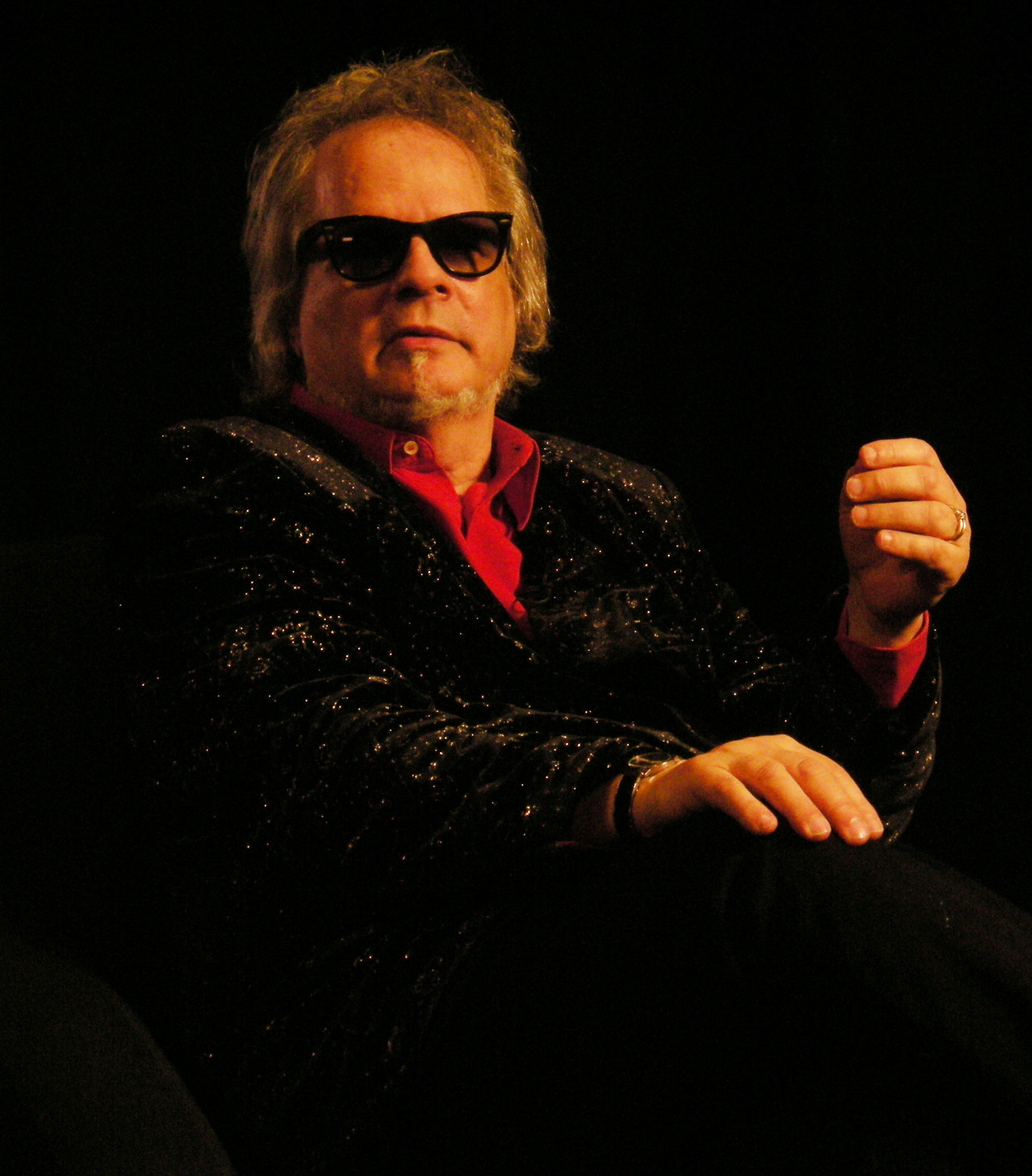
Tras la marcha de Bob Johnston, Al Kooper se convirtió en el productor de New Morning.

Un día después, consiguió las tomas maestras de «Three Angels» y «New Morning». Dylan comunicó a los músicos que había compuesto «Three Angels» después de ver cómo adornaban una iglesia para la Navidad. La letra de la canción describe «un cuadro viviente de personajes de Nueva York avanzando por delante de la iglesia sin reparar en los ángeles decorativos que tocaban cuernos celestiales». Debido a la libertad que tenía en el estudio de grabación, Dylan se vio capacitado para experimentar con nuevos géneros musicales como el jazz en canciones como «If Dogs Run Free», que incluyó a la vocalista Maeretha Stewart, a Al Kooper tocando el piano y a Cornelius tocando la guitarra. El grupo grabó la toma maestra de «If Dogs Run Free» el 5 de junio, en una sesión que también produjo las versiones definitivas de «Went to See the Gypsy», «Winterlude», «The Man in Me» y «Father of Night».
Aunque no se conoce la fecha exacta, Johnston dejó de ser el productor de New Morning en algún momento de las sesiones de grabación. Según Howard Sounes, el motivo pudo ser por el trabajo de Johnston con Leonard Cohen en Songs from a Room y Songs of Love and Hate y por su involucración en la posterior gira del músico, lo cual disminuyó su tiempo disponible para trabajar con Dylan. Al respecto, Johnston comentó: «No sé exactamente lo que sucedió. Creo sencillamente que yo no estaba ahí o que él quería un cambio». Sounes también sugirió una rivalidad entre Dylan y Cohen, ambos músicos de Columbia Records, la cual se puso de manifiesto cuando el primero acudió a un concierto de Cohen en Forest Hills. Sounes aseguró que Bob fue a verlo detrás del escenario y que ambos mantuvieron una conversación poco cordial. Según Cornelius: «Parecían dos gatos con el pelo erizado. El diálogo era más o menos así: "¿Qué haces?", y el otro respondía algo como: "Bueno, todo el mundo está en alguna parte". "Ah, sí. Y tú, ¿dónde estás?"».
Tras la salida de Johnston, Kooper se convirtió en el nuevo productor y llamó a músicos de su propia banda para completar New Morning. Tras convencer a Dylan de que añadiera una orquesta a «Sign on the Window» y «New Morning», el 13 de julio organizaron una primera sesión de sobregrabaciones, pero finalmente no fueron incluidas en el disco. Diversas sobregrabaciones de «Spanish is the Loving Tongue», «If Not for You» y «Went to See the Gypsy» tuvieron lugar el 23 de julio, pero el resultado final tampoco convenció a Dylan. Al respecto, Kooper comentó: «Cuando terminé ese álbum no quería volver a hablar con él de nuevo. Estaba furioso por lo difícil que era todo... Simplemente cambiaba su modo de pensar cada tres segundos, de modo que terminé haciendo el trabajo de tres discos. Nos íbamos a un lado y nos gustaba y lo masterizábamos y luego decía: "No, no, no. Yo quiero hacer esto". Y luego: "No, vamos a cortarlo". Había otra versión de "Went to See the Gypsy" que era realmente buena... Era la primera vez que fui y tenía una idea de los arreglos para ella y dije: "Déjame ir y hacer el tema y luego puedes cantar encima". De modo que hice la canción y estaba realmente bien... y luego él vino y fingió que no entendía dónde tenía que cantar».
En la octava y última sesión, que tuvo lugar el 12 de agosto, Dylan consiguió obtener tomas maestras de «If Not for You», «Time Passes Slowly» y «Day of the Locusts». A diferencia de sesiones anteriores, Dylan estuvo acompañado de músicos que, a excepción del guitarrista Buzzy Feiten, no fueron identificados en los créditos.

## Recepción
Tras su publicación, New Morning obtuvo en general buenas reseñas de la prensa musical. Después de que Greil Marcus encabezara su crítica de Self Portrait con la frase «What is this shit?» —en español: «¿Qué es esta mierda?»—, Ralph Gleason escribió en el mismo medio una reseña positiva de New Morning en la que decía: «Bueno, amigos, tenemos a Dylan de regreso con nosotros otra vez». El periodista añadió: «En pocas palabras, New Morning es un álbum magnífico. Es todo por lo que los seguidores de Dylan habían estado rezando después de Self Portrait. El retrato de la portada se asoma con valentía, animándote a encontrar algún fallo en él, y tengo que admitir que si hay un fallo importante, no lo he encontrado. Tampoco me importa. Es evidente una autosuficiencia recién redescubierta desde el primer compás hasta el último fade-out, el mismo tipo de autosuficiencia que conmocionó a los veteranos cuando este chico se atrevió a decir: "Hey, Woody Guthrie, te escribí una canción". [...] Llamar a su última salida New Morning puede muy bien ser su manera de decir: "Estoy de vuelta"». Gleason concluyó su crítica diciendo: «Al final, este es un álbum que, cuanto menos se hable de él, mejor. Tengo mis momentos favoritos, pero también los tendrás tú. Parece casi superfluo decir que éste es uno de los mejores discos del año, uno de los mejores discos de Dylan, y quizás el mejor. Honestamente, todo lo que puedo decir es que lo cojas y te prepares para bailar».
Robert Christgau, de Village Voice, escribió: «En caso de que te estés preguntando cuán definitivo fue ese autorretrato [en referencia a Self Portrait], aquí viene su imagen especular cuatro meses después. Llámalo amor de rebote. Esta vez [Dylan] está escribiendo experimentos del género pop y folk por sí mismo, y diciendo más sobre el amor verdadero que la norma general en el pop o el folk». Por otra parte, Wilson y Alroy lo definieron como un disco «raro» y escribieron: «Empieza con otra melodía simple de country que podría haber encajado en Nashville Skyline —"If Not for You"—, luego se dirige a un nuevo territorio: un par de nuevas canciones grandes y sobrias —"Day of the Locusts", "Time Passes Slowly"—, una débil canción de amor —"Winterlude"—, un par de intentos poco convincentes de poesía beat —"If Dogs Run Free", "Three Angels"— y un número religioso presagiando su posterior trabajo de cristiano renacido —"Father of Night"—. La instrumentación es inusual —poniendo de relieve su forma de tocar el piano, que es sorprendentemente eficaz—, con coristas femeninas y una banda inusualmente profesional y bien ensayada».
El álbum siguió teniendo críticas generalmente positivas en reseñas retrospectivas del catálogo musical de Dylan. Stephen Thomas Erlewine de Allmusic escribió: «New Morning expande el tranquilo country rock de John Wesley Harding y Nashville Skyline añadiendo un pronunciado toque de rock and roll. Aunque solo hay un par de clásicos genuinos en el álbum —"If Not for You, "One More Weekend"—, la calidad en general es bastante alta, y muchas de las canciones exploran rutas idiosincráticas que Dylan había dejado previamente sin tocar, ya sean los experimentos de jazz en "Sign on the Window" y "Winterlude", la incoherente pieza hablada "If Dogs Run Free" o la parábola de Elvis Presley "Went to See the Gypsy". Estas canciones poco convencionales hacen de New Morning un disco encantador y entrañable». Con motivo de la reedición de New Morning en 2009, Scott Hreha de PopMatters escribió: «Independientemente de cómo se acerque uno a él, New Morning es un disco bastante subestimado en la discografía de Dylan. [...] Dos de las mejores canciones, "The Man in Me" —usada con un efecto maravilloso en la película de los hermanos Coen The Big Lebowski— y "New Morning", le dan un giro a la influencia predominante del country: junto con la incisiva "One More Weekend", ilustra cómo Dylan no estaba abandonando por completo los sonidos de sus éxitos pasados. La diversa colección es compensada por un par de bodrios, "Winterlude" e "If Dogs Run Free", que muestran que Dylan no se había recuperado de sus errores de juicio con Self Portrait, pero en general el álbum encuentra su fuerza en la falta de homogeneidad, y el hecho de que la mayoría de las canciones no son ni las más conocidas ni las más perdurables hace que New Morning esté más maduro para su redescubrimiento».
En el plano comercial, New Morning se convirtió en el sexto álbum de estudio del músico en alcanzar el primer puesto de la lista británica UK Albums Chart, así como el cuarto número uno consecutivo después de John Wesley Harding, Nashville Skyline y Self Portrait. En los Estados Unidos, alcanzó el puesto 7 de la lista Billboard 200 y fue certificado como disco de oro por la RIAA al superar el medio millón de copias vendidas en el país. El álbum también entró en las listas de discos más vendidos de otros países como Países Bajos y Noruega, donde alcanzó los puestos 3 y 8 respectivamente. Sin embargo, «If Not for You», el primer y único sencillo extraído del álbum, tuvo un éxito inferior: fue el primer sencillo de Dylan desde «All Along the Watchtower» en no figurar en la lista Billboard Hot 100 y solo entró en la lista de sencillos de los Países Bajos, donde alcanzó el puesto treinta.

## Another Self Portrait (1969—1971)
En 2013, Sony Music y Legacy Recordings publicaron The Bootleg Series Vol. 10: Another Self Portrait (1969-1971), el décimo volumen de la colección The Bootleg Series con maquetas, descartes y tomas alternativas del periodo comprendido entre la grabación de los álbumes Nashville Skyline y New Morning. El doble álbum presentó una maqueta de «Went to See the Gypsy», sendas versiones de «Sign on the Window» y «New Morning» con orquestación conducida por Al Kooper, así como tomas alternativas de «Time Passes Slowly», «If Not for You», «If Dogs Run Free» y «Went to See the Gypsy». Another Self Portrait fue también la segunda publicación oficial en incluir una canción de la sesión que contó con la presencia de George Harrison. La primera fue The Bootleg Series Vol. 1-3, que incluyó una versión alternativa de «If Not for You» grabada el 1 de mayo de 1970. Además, el recopilatorio incluyó también «Bring Me a Little Water», una composición de Dylan hasta entonces inédita, grabada el 4 de junio.

## Lista de canciones
Todas las canciones escritas y compuestas por Bob Dylan. 
| Cara A |                         |          |  |
| N.º    | Título                  | Duración |  |
| 1.     | «If Not for You»        | 2:39     |  |
| 2.     | «Day of the Locusts»    | 3:57     |  |
| 3.     | «Time Passes Slowly»    | 2:33     |  |
| 4.     | «Went to See the Gypsy» | 2:49     |  |
| 5.     | «Winterlude»            | 2:21     |  |
| 6.     | «If Dogs Run Free»      | 3:37     |  |

| Cara B |                      |          |  |
| N.º    | Título               | Duración |  |
| 7.     | «New Morning»        | 3:56     |  |
| 8.     | «Sign on the Window» | 3:39     |  |
| 9.     | «One More Weekend»   | 3:09     |  |
| 10.    | «The Man in Me»      | 3:07     |  |
| 11.    | «Three Angels»       | 2:07     |  |
| 12.    | «Father of Night»    | 1:27     |  |

## Personal
| Músicos - Bob Dylan: voz, guitarra acústica, guitarra eléctrica, piano y órgano - David Bromberg: guitarra eléctrica y dobro - Harvey Brooks: bajo eléctrico - Ray Cornelius: guitarra eléctrica - Charlie Daniels: bajo eléctrico - Buzzy Feiten: guitarra eléctrica - Al Kooper: órgano, piano, guitarra eléctrica y trompa - Russ Kunkel: batería - Billy Mundi: batería - Hilda Harris: coros - Albertine Robinson: coros - Maeretha Stewart: coros (en «If Dogs Run Free») | Equipo técnico - Bob Johnston: productor musical - Greg Calbi: masterización - Al Clayton: fotografía - Len Siegler: fotografía |

## Posición en listas
| País           | Lista                  | Posición |
| -------------- | ---------------------- | -------- |
| Australia      | ARIA Albums Chart      | 4        |
| Estados Unidos | Billboard 200          | 7        |
| Noruega        | VG-lista Top 40 Albums | 8        |
| Países Bajos   | Mega Albums Top 100    | 3        |
| Reino Unido    | UK Albums Chart        | 1        |

| Sencillo         | País         | Lista           | Posición |
| ---------------- | ------------ | --------------- | -------- |
| «If Not for You» | Países Bajos | Singles Top 100 | 30       |

## Certificaciones
| Fecha                   | País           | Organismo certificador | Certificación | Ventas certificadas |
| ----------------------- | -------------- | ---------------------- | ------------- | ------------------- |
| 11 de diciembre de 1970 | Estados Unidos | RIAA                   | Oro           | 500 000             |